# Myricaria
Myricaria es un género con 13 especies de plantas  perteneciente a la familia Tamaricaceae. Incluye trece especies que se encuentran en el norte de la zona templada de Europa y Asia, de los cuales diez especies en China. La única forma en Europa es Myricaria germanica.

## Descripción
Son arbustos de hoja caduca,  raramente subarbustos .Tienen escamas, alternando con las hojas. Sus flores se encuentran en una o dos inflorescencias terminales racemosas. Las flores son pentámeras. El fruto es una cápsula que contiene muchas semillas.

## Taxonomía
El género fue descrito por Nicaise Augustin Desvaux y publicado en Annales des Sciences Naturelles (Paris) 4: 349. 1825. La especie tipo es: Myricaria germanica (L.) Desv. 

## Especies
- Myricaria albiflora Grierson & D.G. Long
- Myricaria bracteata Royle
- Myricaria elegans Royle
- Myricaria germanica (L.) Desv.
- Myricaria laxiflora (Franch.) P. Y. Zhang & Y. J. Zhang
- Myricaria laxa W.W. Sm.
- Myricaria paniculata P. Y. Zhang & Y. J. Zhang
- Myricaria platyphylla Maxim.
- Myricaria prostrata Hook. f. & Thomson
- Myricaria pulcherrima Batalin
- Myricaria rosea W. W. Sm.
- Myricaria squamosa Desv.
- Myricaria wardii C. Marquand